# دی ژیائو
دی ژیائو (به چینی: 肖棣) زاده ۱۴ مهٔ ۱۹۹۱، کشتی گیر کشور چین است. از افتخارات وی می‌توان به کسب دو مدال نقره بازی‌های آسیایی ۲۰۱۴ و بازی‌های آسیایی ۲۰۱۸ اشاره کرد. وی در المپیک ۲۰۱۶ ریو در وزن ۹۸ کیلو حاضر بود که در دور اول از یاسمانی لوگو کابریرا کشتی گیر کوبایی شکست خورد و با توجه به صعود این کشتی گیر به مرحله نهایی، او به مرحله شانس مجدد راه یافت. در مرحله اول شانس مجدد به قاسم رضایی کشتی گیر ایرانی باخت و از دور رقابت ها کنار رفت.